# Sociolance
En sociolance (sammentrækning af social og ambulance) er et akut udkørende hold af sundheds- og socialuddannede medarbejdere, som yder hjælp til socialt udsatte mennesker, f.eks. hjemløse, misbrugere (alkoholikere og narkomaner), ensomme og psykisk syge. Sociolancen er beregnet til alvorlige eller akutte situationer, som ikke kræver en egentlig ambulance med udrykning.
Der har eksisteret en sociolance i København siden december 2015. Den kører i tidsrummet 11-23 og kan tilkaldes via 112 (eller akuttelefonen 1813). Sociolancen kører ikke med udrykningssignaler, og den kan ikke erstatte en ambulance. Den medbringer kun udstyr til livreddende førstehjælp og basalt helbredstjek. Den er normalt bemandet af en socialfaglig medarbejder fra socialforvaltningen og en paramediciner eller ambulancebehandler.

## Historie
Baggrunden for sociolancen var nogle tilfælde hvor udsatte mennesker var døde på gaden efter at alarmcentralen var utilbøjelig til at sende ambulance, trods flere opkald.
Mandag eftermiddag den 6. oktober 2014 døde den 33-årige Hus Forbi-sælger Daniel Øhlers på pladsen ved Amagerbro metrostation. Forbipasserende ringede i alt seks gange efter hjælp, heraf til 112 tre gange. Ambulancen ankom først 46 minutter efter første opkald til politiet og 26 minutter efter første opkald til 112. Han havde da ligget bevidstløs i to timer på pladsen. Politiet havde spurgt i telefonen om personen var grønlænder. Region Hovedstadens kommandocentral havde først bedt en metrosteward om at gå op og tilse manden, i stedet for at sende en ambulance.
Natten mellem 14. og 15. februar 2014 døde en 51-årig mand, som i flere dage havde overnattet uden for 7-Eleven ved Friheden Station. En butiksmedarbejder ringede til alarmcentralen, fordi manden begyndte at virke syg, frysende, rystende og hyperventilerende. Alarmcentralen sendte ingen ambulance, men gav meddelelse til politiet, som foreslog at give manden en kop kaffe. Næste morgen var manden død. Da pressen undersøgte sagen, vurderede alarmcentralen at det ikke var en sag for ambulancen, men en politisag. Politiet mente at det ikke var en politisag, men et sygdomstilfælde.
I begge tilfælde spillede det tilsyneladende en rolle at det er sværere at få bevilget en ambulance, når den syge er socialt udsat, fordi alarmcentral og politi har svært ved at skelne mellem almindeligt berusede personer og mennesker i livsfare. Blandt andet på den baggrund besluttede Københavns Kommune at indrette en service for socialt udsatte i København. Sociolancen begyndte at køre fra 1. december 2015.
Fra 2016 til 2019 har Region Midtjylland også haft en sociolance. Regionen besluttede ikke at forlænge projektet ud over forsøgsperioden.